# Héctor Borla
Hector Borla (n. Esperanza (Santa Fe), Argentina; 6 de mayo de 1937 - f. Buenos Aires; 11 de enero de 2002) fue un artista plástico argentino de tendencia hiperrealista que adquirió notoriedad con sus series de Estampillas, Mariposas, Las mujeres de Enrique VIII y La bañista de Ingres.

## Biografía
Estudió en el Liceo Municipal de Bellas Artes de Esperanza. Becado por el Fondo Nacional de las Artes se radica en Buenos Aires, donde trabajó durante 2 años en el taller del maestro Antonio Seguí. En 1967, becado por el Gobierno de la Provincia de Santa Fe, viajó a Estados Unidos y México. Residió en Londres en 1971, en París en 1972 y luego en Buenos Aires. A su muerte, acaecida en el año 2002, se estableció en Esperanza el Museo de Artes Visuales Hector Borla en tributo y se editó un libro sobre su obra.

## Obra

### Exposiciones Individuales
- 2000 - MUSEO MUNICIPAL "SOR JOSEFA DIAZ Y CLUCELLAS" - Santa Fe - Argentina
- 1996 - Galería Rubbers, Buenos Aires, óleos.
- 1995 - Galería The Americas Collection, Miami, EE. UU.; Galería Czechowska, Santiago, Chile, óleos.
- 1994 - Galería Rubbers, Buenos Aires, óleos.
- 1991 - Galería Rubbers, Buenos Aires, óleos
- 1989 - Premio Dr. Augusto Palanza, Museo Nacional de Bellas Artes, Buenos Aires, óleos.
- 1988 - Feria Internacional de Arte Contemporáneo ARCO, Madrid, España, óleos; Galería Rubbers, Buenos Aires, Estudios anatómicos, pasteles y dibujos.
- 1987 - Museo Provincial de Bellas Artes Dr. Pedro E. Martínez, Paraná, Entre Ríos, óleos.
- 1986 - Galería Rubbers, Buenos Aires, sobre la Obra de Jean Auguste Dominique Ingres, óleos.

### Premios
- 1976 - 10 Jóvenes Sobresalientes, Cámara Junior, Buenos Aires.
- 1974 - 1.er. Premio II Bienal C.I:S.A., Buenos Aires.
- 1969 - Mención Especial 1.ª. Bienal C.I.S.A., Buenos Aires.
- 1967 - 1.er. Premio Dibujo, Sociedad Hebraica, Buenos Aires.
- 1966 - Premio Ministerio de Educación y Cultura, Salón Nacional de Santa Fe.
- 1965 - Premio de la Crítica de Arte, Salón Nacional de Buenos Aires.